# João Baptista Borges Pereira
João Baptista Borges Pereira (Santa Cruz do Rio Pardo, 1930) é um antropólogo brasileiro, professor-emérito da Universidade de São Paulo.

## Carreira
Educador desde o início de sua carreira, o professor João Baptista foi um árduo defensor da escola pública, de uma escola que, em suas palavras, deve ser, por paradoxal que pareça, educada a ser a escola de todos; uma escola que não mais se fracione em uma instituição para os membros da elite e outra a que são destinados os pobres, os negros os excluídos. Começou a lecionar na USP em 1964:
"Na USP, até 1964, só havia [na Antropologia] o Egon Schaden e a Gioconda Mussolini" [...] Não tinha gente, não havia professores auxiliares, mas havia a figura do instrutor voluntário, que era a seguinte: dava-se aula, como se professor fosse, durante um mês, anos às vezes, esperando que um dia saísse uma verba para ser contratado. E foi então que chegaram como voluntárias a Ruth Cardoso e a Eunice Ribeiro Durham. Eram as que trabalhavam sem nada ganhar."
Mestre (dissertação: Cor, profissão e mobilidade - o negro e o rádio de São Paulo, 1964, sob orientação de Oracy Nogueira) pela Escola de Sociologia e Política e Doutor em Antropologia (tese: A escola secundária numa sociedade em mudança, 1966,  sob orientação de Egon Schaden)  e livre-docente  (Tese: Italianos no mundo rural paulista, 1966) pela Universidade de São Paulo. Também realizou pesquisas de pós-doutorado na Universidade de Coimbra (1979 - 1980). Sempre se dedicou à pesquisa sobre segmentos sociais discriminados - as populações negras e os imigrantes estrangeiros. Suas obras demonstram a necessidade do respeito à diversidade e a importância da tolerância, no âmbito das relações sociais, entre membros de diferentes subgrupos da sociedade. 
Conhecido por seus estudos sobre os imigrantes e o negro no  Brasil, o professor João Baptista Borges Pereira é presidente da Comissão Permanente de Políticas Públicas para a População Negra da USP. 
Durante os dez anos foi editor e (após a aposentadoria de Egon Schaden) diretor da Revista de Antropologia da USP.
Lecionou a disciplina de  Estudos do Campo Religioso Brasileiro, no curso de mestrado do Programa de Pós-Graduação em Ciências da Religião (PPG-CR) da Escola Superior de Teologia (EST) da Universidade Presbiteriana Mackenzie, além de manter o vínculo com a USP, como professor emérito. No PPG-CR, da Universidade Mackenzie, dirigiu o Projeto de Pesquisa Etnia e Religião do Brasil, tendo orientado cerca de 16 dissertações de Mestrado no âmbito do referido projeto.

## Principais trabalhos publicados
João Baptista Borges Pereira publicou dezenas de artigos em periódicos especializados. É também autor, coautor ou organizador do seguintes livros.
- Italianos no Mundo Rural Paulista. Livraria Pioneira Editora e Instituto de Estudos Brasileiros da Universidade de São Paulo, São Paulo, 1974 (reeditado pela EDUSP, 2002)[8]
- Comunicação e cultura popular. Série Comunicações,Escola de Comunicações da Universidade de São Paulo (com Maria Isaura Pereira de Queiroz; 1a. edição: 1971 e2a. edição: 1972).
- A Escola Secundária numa Sociedade em Mudança (Interpretação sócio-antropológica de uma experiência administrativa). Livraria Pioneira Editora Ltda., São Paulo, 1969, 2a. edição,1976.
- Cadeira de Antropologia, Histórico e Situação Atual. São Paulo: Faculdade de Filosofia, Ciências e Letras da USP, 1966, 47p (republicado na Revista do Instituto de Estudos Brasileiros, nº 2, 1967, Universidade de São Paulo).
- Cor, Profissão e Mobilidade. O Negro e o Rádio de São Paulo. Biblioteca Pioneira de Ciências Sociais, Livraria Pioneira, Editora da Universidade de São Paulo, 1967.
- Siamo Tutti Oriundi. A Presença Italiana no Brasil. São Paulo: Parmalat, 1996. 183p
- Religiosidade no Brasil. São Paulo: Editora da Universidade de São Paulo, 2012. 400p .
- (Org.). Messianismo e Milenarismo no Brasil (com Renato da Silva Queiroz). São Paulo: Editora da Universidade de São Paulo - EDUSP, 2015. v. 1. 280p.

## Prêmios e distinções
- 1974 - Prêmio Governador do Estado, do Governo do Estado de São Paulo, por  seu livro Italianos no Mundo Rural Paulista[8]
- 1987 - Comendador da Ordem do Infante D. Henrique, título concedido pela Presidência da República Portuguesa[9]
- 2000 - Professor Emérito da Universidade de São Paulo
- 2003 - Cidadão Emérito do Município de Santa Cruz do Rio Pardo, título concedido pela Câmara Municipal local[10]
- 2004 - Medalha do Mérito Cívico Afrobrasileiro, concedido pela Afrobras - Sociedade Afro-Brasileira de Desenvolvimento Sócio-Cultural